# Nueva Subversión
Nueva Subversión es un grupo insurreccional de la Región Metropolitana de Santiago, estando activo desde el 2022, siendo responsables de varios ataques en la capital chilena.

## Antecedentes
Desde mediados de la década de los 2000´s una serie de atentados con explosivos sucedieron en la Región Metropolitana de Santiago, los principales objetivos de estas células fueron bancos, comisarías, cuarteles del ejército, iglesias, embajadas, sedes de partidos políticos, oficinas de empresas, juzgados y edificios gubernamentales. Usualmente las células realizaban estos ataques de madrugada, con artefactos explosivos fabricados en base a extintores de incendios y tubos de PVC rellenos con pólvora negra y esquirlas.
Una de las células adjuntas a la "Nueva Subversión" (Fracción Autonómica Cristián Valdebenito) fue el responsable del ataque a la sede de la Academia Nacional de Estudios Políticos y Estratégicos, ocurrida a finales de 2021. Según algunos expertos del ANEPE, estos ataques y la organización de células antisistema tuvieron un rol importante durante el estallido social de 2019.

## Actividad armada

### 2022
El primer comunicado del grupo fue lanzado el 6 de julio del 2022, en el cual habla acerca del primer aniversario de la muerte de Luisa Toledo y de su trayectoria. Ese mismo día, el "Grupo de Acción 6 de Julio-Nueva Subversión" se adjudicó un ataque con explosivos en el edificio de la empresa Besalco S.A, en la comuna de Las Condes.
La explosión fue de alto impacto, dejando un pilar y la facha destruida. 
El 12 de septiembre, el "Grupo Antiespecista Emilia Bau–Nueva Subversión" se adjudicó el incendio de una medialuna en la comuna de Renca.Según los autores, "aunamos fuerzas ofensivas apostando y expandiendo la Nueva Subversión, de la misma manera que planteamos nuestra máxima disposición con el accionar autónomo que busca intensificar la negación al mundo del orden y la ley"
El 2 de octubre, un incendio azotó a los vehículos de una empresa de transporte de áridos localizada en la comuna de Puente Alto, en la región metropolitana de Santiago, dejando totalmente quemados cinco camiones, traduciéndose en más de 380 millones de pesos en perdidas. La "Célula Insurreccional por el Maipo-Nueva Subversión" se adjudicó el ataque en un comunicado, donde manifiesta a las diferentes empresas que explotan el Río Maipo, y justifican que el ataque es en solidaridad con los grupos armados mapuches.
El 19 de octubre, otro grupo apareció, llamado "Fracción Autonómica Cristian Valdebenito–Nueva Subversión" y que se adjudicó la colocación de un artefacto explosivo que no detonó en las oficinas de un edificio del grupo Angelini.El fiscal metropolitano sur detalló que "este artefacto lo podemos comparar con el que fue enviado al exministro del Interior Rodrigo Hinzpeter, que es de un poder de destrucción mayor (…) era un artefacto explosivo de alto poder de destrucción. No era el típico artefacto que encontrábamos habitualmente con pólvora negra"

### 2023
El 6 de agosto, "mediante un ataque de precisión (…) con un eficiente dispositivo incendiario" la "Célula Sediciosa Santiago Maldonado-Nueva Subversión" incendió un bus RED. que fue consumido rápidamente por las llamas, a solo metros de la Cárcel de San Miguel donde Mónica Caballero se encontraba detenida por el atentado con dos artefactos explosivos el año 2020, y con quien la célula solidariza junto a Francisco Solar
El 30 de septiembre, por segunda vez la "Célula Insurreccional por el Maipo-Nueva Subversión" realiza un atentado incendiario, esta vez a la faenadora y frigorífico cordillera pertenecientes al holding DINACAR en Puente Alto.En su comunicado expresan: "No somos héroes ni iluminados, somos antagonistas de toda forma de dominación, abrazando la ofensiva como una práctica concreta que materializa nuestros deseos anárquicos de vivir sin jaulas ni dominación para nadie. ¡El antiespecismo requiere de la ofensiva, dejando atrás el eterno victimismo y su inacción!"
El 14 de noviembre, se encontró un artefacto explosivo en el parque Titanium, específicamente en el edificio corporativo del banco Scotiabank, ubicado en la comuna de Las Condes. La acción fue reivindicada por el "Grupo de Acción 6 de Julio-Nueva Subversión", los mismos que atentaron en contra de la empresa Besalco S.A.

### 2024
El 3 de agosto, se produce un inédito atentado en San Antonio, 8 camiones mezcla son incendiados (avaluados en 600 millones de pesos) desde las empresas cementera “Melón” y “Áridos Río Maipo”, generando una columna de humo que alertó a los vecinos. Los responsables, la "Célula Insurreccional por el Maipo-Nueva Subversión", se adjudican al poco tiempo los hechos, adhiriéndose a la campaña internacional "Switch Off!".